# Het lijm-teem
Tom Poes en het lijm-teem of kortweg Het lijm-teem  is het 39ste verhaal uit de Bommelsaga, geschreven en getekend door Marten Toonder. Het verhaal verscheen voor het eerst op 23 maart 1950 liep tot 10 juni van dat jaar. Thema: Superglans.

## Samenvatting
Op een eiland blijken reuzenslakken te leven, en met het slijm dat ze achter laten kan alles prachtig glimmend gemaakt worden. Super en Hieper gaan daar in handelen en bieden het te koop aan in Rommeldam. Er zijn echter ook nadelen aan, en daar zijn de boeren niet blij mee. Gelukkig heeft Tom Poes nog slakkenpoeder. Daardoor kiezen de slakken het hazenpad. Super en Hieper zijn weer eens terug bij af. 

Dit verhaal verscheen ook als zwart/bruin oblong-boekje. Er wordt geen jaartal of uitgever vermeld in het boekje.

## Voetnoot
1. ↑  De Volledige werken drukken af: Tom Poes en het lijmteem.
2. ↑  De auteur verklaart op 9 januari 1997 in het voorwoord van Band 8 van De Volledige Werken dat het verhaal sterk werd beïnvloed door het thema uit The Third Man, met als hoofdpersoon Harry Lime. Lime-teem is zo ontsproten aan deze constante radiodeun van destijds . Het nummer van Anton Karas stond van 29 april 1950 tot 15 juli 1950 bovenaan de hitlijst van Billboard Magazine